# Негрешть (Нямц)
Негрешть, Негрешті (рум. Negrești) — село у повіті Нямц в Румунії. Входить до складу комуни Негрешть.
Село розташоване на відстані 289 км на північ від Бухареста, 11 км на північ від П'ятра-Нямца, 92 км на захід від Ясс.

## Населення
За даними перепису населення 2002 року у селі проживали 1557 осіб. Усі жителі села рідною мовою назвали румунську.
Національний склад населення села:
| Національність | Кількість осіб | Відсоток |
| -------------- | -------------- | -------- |
| румуни         | 1539           | 98,8%    |
| цигани         | 18             | 1,2%     |